# Nicétas Stéthatos
Pour les articles homonymes, voir Nicétas.
Nicétas Stéthatos (grec : Νικήτας Στηθᾶτος, appelé en latin Nicetas Pectoratus, le mot stêthos signifiant « poitrine », en latin pectus, -oris) est un moine et théologien byzantin, né à Constantinople vers l'an 1000, mort dans la même ville vers 1090.

## Biographie
Moine dès l'âge de quatorze ans au monastère Saint-Jean de Stoudios, il se fit le disciple de Syméon le Nouveau Théologien (mort le 12 mars 1022), dont il fut ensuite le biographe et dont il défendit la pratique, contestée à l'époque, de prière contemplative. Il écrivit également d'autres textes sur l'ascèse et la contemplation, qui ont fait de lui un des auteurs de la Philocalie des Pères neptiques.
Il prit également part comme polémiste aux conflits qui opposaient l'Église orthodoxe grecque à l'Église catholique latine et à l'Église arménienne. Il composa cinq traités contre les Arméniens et deux contre les Latins. Il fut l'allié du patriarche Michel Cérulaire contre le légat pontifical Humbert de Moyenmoutier, mais fut contraint de se rétracter en présence de l'empereur Constantin IX (24 juin 1054). Il développa les griefs déjà traditionnels de l'Église grecque contre l'Église latine : conception de la primauté du pape, ajout du filioque au Credo, et pratiques comme le célibat obligatoire des prêtres, l'usage du pain azyme pour l'Eucharistie, le jeûne du samedi.
Stéthatos se fit connaitre en éditant la biographie de son professeur. Nicétas fut à la source de la publication d’une grande partie des idées de Syméon, étant à son service. Stéthatos, vers la fin de sa vie, devint l’higoumène, le chef suprême du monastère du Stoudion. Il fut un personnage influent de Constantinople, étant près du patriarche Michel Ier Cérulaire. Par ailleurs, Stéthatos eut un rôle important dans le schisme de 1054. Les écrits de Niketas portaient sur la critique des rites latins, la hiérarchie, l’ordre monastique et la contemplation du paradis, le tout dans une perspective ascétique.

## Jeunesse et vie monastique
Presque aucun détail nous est révélé sur la vie de Nicétas Stéthatos. Seuls subsistent ses écrits, ce qui laisse dans l’obscurité une grande partie de sa vie. Toutefois, il est possible d’affirmer que dès son jeune âge, Nicétas fut le disciple de Syméon le Nouveau Théologien (949-1022), un moine et théologien très en vue à l’époque, qui fut ensuite canonisé durant la vie de Nicétas. Vers 1020, étant le pupille de Syméon, Stéthatos débuta l’édition des travaux de son maître au monastère du Stoudion à Constantinople. Les idées de Syméon ont grandement influencé les travaux de Nicétas. Il est en fait pratiquement impossible de distinguer les deux auteurs : les écrits de Syméon qui ont traversé le temps ont été édités par Nicétas et les deux théologiens partageaient le même courant de pensée ascétique. Syméon meurt en 1022, et on ne connait rien de Nicétas jusqu’à l’arrivée de Michel Ier Cérulaire au rang de patriarche de Constantinople en 1043. Dès ce moment, Stéthatos était assez mature et érudit pour jouer activement son rôle de moine accompli.

## Rapprochement de Stéthatos et deMichelIerCérulaire
Dès 1043, Michel Ier Cérulaire devint patriarche de Constantinople. Il était intéressé par l’enseignement mystique de Syméon de Nouveau Théologien, décédé depuis une vingtaine d’années. Il était désireux de renforcer son autorité en s’appuyant sur les travaux de Syméon. C’est à ce moment que Stéthatos fut chargé d’écrire la biographie de son défunt père spirituel : La vie d’un Grand Mystique byzantin, Syméon le Nouveau Théologien. Ceci fait partie de son processus de canonisation, initié par Cérulaire. Michel Ier, adhérant au courant de pensée ascétique et hiérarchique de Syméon, se retrouve en concordance avec les idées de Stéthatos. L’héritage de Syméon, que Nicétas et Cérulaire perpétuent, constitue la pensée que la chrétienté n’est plus comme au temps des apôtres. Des problèmes de niveau hiérarchique et liturgique apparaissent. De ce fait, les moines doivent avoir une autorité accrue face aux prêtres et aux évêques.

### Le schisme de 1054
Dans les années 1050, le conflit entre l’Église d’Occident et l’Église d’Orient s’amplifie jusqu’au point de rupture. En effet, les épiscopats de Constantinople et de Rome s’affrontent dans une querelle sur l’autorité et la liturgie. Les disputes notables sont celles sur la procession de Saint-Esprit et l’utilisation du levain ou non durant l’Eucharistie. Un moment culminant du conflit est en 1053 où l’autorité romaine donne un ultimatum aux églises grecques du sud de l’Italie. Ils ont le choix entre se soumettre à la liturgie latine ou de cesser leurs activités. Par réaction, Michel Ier Cérulaire entreprend la fermeture des églises latines de Constantinople. En 1054, le pape Léon IX envoie ses délégués à Constantinople pour demander une aide militaire face aux conquêtes normandes en Italie. Cérulaire refuse, ce qui cause son excommunication par le pape, qui meurt dans une prison normande ; c’est le cardinal Humbert de Silva Candida qui procède à l’excommunication, disposant d’un document qui l’y autorisait en cas de refus du patriarche byzantin. En retour, le patriarche excommunie les délégués latins, dont le cardinal Humbert. Ceci cause le Grand Schisme, qui sépare l’Église orthodoxe et catholique jusqu’aujourd’hui.

### Stéthatos écrit contre les rites latins
Stéthatos eut son rôle dans le schisme. En effet, Nicétas a écrit des ouvrages dénonçant les rites latins « hérétiques » et promouvant les rites du Stoudion. Durant les querelles entre Cérulaire et Humbert, Nicétas écrit un traité sur Les Coutumes stoudites. Il questionne ainsi les rites monastiques latins, dont le port de la ceinture, en soulignant l’autorité du monastère du Stoudion. De plus, Stéthatos a écrit un autre traité antilatin, appelé Synthèse, qui critique le jeûne le samedi et l’usage de pain sans levain.

## Nicétas écrit contre la philosophie doukide
Dans les années 1070, Stéthatos s’oppose au mouvement philosophique doukide. En effet, dans le codex Angelicus 30, se trouve un manuscrit qui décrit la contestation du moine contre un membre de cette faction philosophique : Jean Italos. Les Doukas, qui formaient une dynastie impériale de 1059-78, furent les protecteurs de l’éducation et de la philosophie. Italos et son maître, le philosophe Psellos, étaient des adorateurs des enseignements grecs anciens. Cependant, leur enthousiasme pour la philosophie a créé un mouvement qui divergeait de la religion, ce que Niketas critiquait vivement. Les monastères étaient des institutions très influentes à Constantinople, et avaient de l’influence auprès de l’empereur qui, après les critiques de Stéthatos, arrêta le mouvement de Psellos et d’Italos.
Bien que l’héritage grec soit à la source de la culture byzantine, la logique philosophique entrait en contradiction avec la théologie orthodoxe. Stéthatos a donc entreprit d’adapter la philosophie grecque à la religion, dans le but de renforcer le dogme chrétien. Nicétas lui-même était victime de l’héritage grec païen. Les écrits de Stéthatos reposent en partie sur les idées de Pseudo-Denys l'Aréopagite. Pseudo-Denys, lui, fut influencé par les écrits de Platon. Bref, l’héritage hellénique, qu’il soit païen ou chrétien, a fondamentalement déteint sur les écrits monastiques byzantins.

## Œuvres notables de Stéthatos: Paradis et Hiérarchie
Les informations que nous avons aujourd’hui sur Stéthatos proviennent presque entièrement de ses écrits. Étant moine et théologien érudit, Nicétas fut très prolifique dans la rédaction de traités et de théories en continuation du courant de pensée de Syméon le Nouveau Théologien. Ses écrits principaux, et les plus connus, concernent la contemplation du paradis ainsi que l’importance de la hiérarchie dans l’ordre ecclésiastique.

### La theoria du paradis
Dans cette réalisation théologique, Nicétas utilise abondamment les idées de Pseudo-Denys l’Aréopagite. En se basant sur les écrits de Platon, Pseudo-Denys écrit des traités sur la théologie mystique. Ses écrits sont fondamentaux dans la culture monastique byzantine. Syméon fut largement influencé par cet ancien auteur, tout autant que Nicétas.
L’œuvre de Nicétas sur la contemplation du paradis constitue en fait une quête vers la beauté. Le terme theoria provient du sens platonique du mot qui signifie contempler, observer. La tradition platonique est centrale dans la tradition monastique orientale. Nicétas a donc « christianisé » le terme theoria dans la perspective de contempler le paradis divin et terrestre en l’associant à la Trinité. Dans son ouvrage, Nicétas stipule que le paradis divin est fermé, mais que Dieu a créé le monde visible qui représente un deuxième paradis. Ainsi, une dualité existe dans notre corps : nous sommes sensibles et intelligibles. Puisque la création visible et invisible réside dans notre être, les choses visibles sont perceptibles par nos sens et les entités invisibles le sont par notre esprit. Le monde sensible complémente le monde invisible autant que les entités visibles contribuent à l’ascension de l’âme. Bref, les images perceptibles nous font contempler ce qui est divin.
Stéthatos théorise qu’il est possible d’utiliser la beauté terrestre comme un palier qui nous guiderait ultimement vers la beauté absolue. La perfection invisible de Dieu est partiellement révélée au travers la création, même si le créateur reste en dehors de la portée intellectuelle humaine. C’est avec l’assistance du Saint-Esprit que l’on peut approcher la beauté divine dans la contemplation du paradis terrestre, et l’on peut même oser philosopher sur la theoria.
Nicétas croyait fermement que le Saint-Esprit permettait aux saints de comprendre la réalité divine, ce qui leur donnait la possibilité de partager, d’orienter leur quête vers la beauté ultime. Il argumentait aussi sur le fait que les saints étaient dépendants du Saint-Esprit, dans la mesure que c’est lui donne l’illumination divine qui rend possible l’ascension vers la compréhension de la beauté.
Dans les derniers chapitres de la theoria du paradis, Stéthatos examine la relation entre le théologien et le Saint-Esprit. Le Saint-Esprit dirige le théologien vers une vie de repentance et de purification. La vertu de la repentance, dans la tradition byzantine, mais surtout dans les écrits de Syméon, représente un stade intégral dans la préparation de l’âme dans le but de la contemplation de la beauté. La purge spirituelle et la repentance sont des prérequis essentiels qui préparent le théologien à engager des prières contemplatives, pour après obtenir l’habilité limitée d’articuler la profondeur de Dieu.

### Traité sur la hiérarchie
Encore une fois, Nicétas Stéthatos soutient la thèse de Syméon le Nouveau Théologien sur le concept de hiérarchie ecclésiastique. Selon Syméon, le clergé est devenu corrompu à cause du relâchement spirituel, ce qui ruine son authenticité. Syméon représente la culmination du conflit entre l’idéal spirituel monastique et l’autorité ecclésiastique non-qualifiée. L’ordre monastique était primordial pour Syméon et Nicétas, puisqu’il représente l’ordre et la beauté divine, comme le corps du Christ. Nicétas institue l’importance du père spirituel dans la communication du pouvoir divin. Selon lui, les prêtres ne sont nullement qualifiés pour cela. Ainsi, Nicétas critique vivement l’ordre des prêtres, car ils sont incapables d’accéder au pouvoir authentique. Il rejette l’impiété des clercs qui n’ont aucune réflectivité divine. Nicétas veut standardiser la liturgie pour assurer l’autorité monastique. Il veut surtout idéaliser la représentation du pouvoir divin parmi l’humanité.
Pour démontrer la légitimité de la tradition divine, Stéthatos adopte la pensée de Pseudo-Denys sur l’autorité hiérarchique. Il fait aussi appel aux pratiques liturgiques et aux ordres apostoliques dans son œuvre pour enraciner sa théorie hiérarchique. Nicétas stipule que la hiérarchie est la communication du divin aux humains, la réalisation du spirituel dans le matériel. Par ailleurs, il fait la comparaison que l’incarnation du Christ est l’unité des hiérarchies célestes et terrestres dans sa personne. Au travers de cette union hiérarchique, Dieu nous rempli tous de son pouvoir divin. Donc, selon la conception de Nicétas, la hiérarchie est l’image divine parmi les humains. Il ajoute notamment la spécificité orthodoxe de cette conception, comme si la hiérarchie occidentale ne constituait pas la même chose.
De plus, Stéthatos dit dans son ouvrage que le rang hiérarchique de l’un devrait se refléter et être perçu au travers la matérialité. Le divin doit donc passer par le matériel pour se faire voir, savoir. L’activité qui détermine la légitimité du rang hiérarchique doit conséquemment être reflété extérieurement. En outre, Nicétas parle dans son texte d’hymnographie. Le chant de l’hymne unit la hiérarchie divine et terrestre par son ordre, sa beauté, sa mélodie et son harmonie.
Finalement, Stéthatos associe les fonctions des postes cléricaux avec les ordres spirituels qu’ils doivent accomplir. Les patriarches succèdent aux apôtres, ils sont souverains et reçoivent l’illumination suprême. Ils participent auprès de Dieu à l’exercice du pouvoir divin avant la mort. Les métropolites, eux, sont enrichis par la connaissance et par la contemplation de Dieu. Les archevêques doivent garder la foi pure en s’enflammant de zèle comme le séraphin. Ces hiérarchies sont connotées de manière angéliques, comme si ces hauts rangs représentaient l’ordre divin. Leur service est de nature angélique. Pour continuer la pensée de Nicétas, les évêques mènent les autres vers la connaissance divine. Les prêtres élèvent les autres pour imiter Dieu dans sa discipline. Les diacres élèvent les gens à la réalité de la connaissance divine. Les sous-diacres reflètent la vertu et la pureté, et les moines sont appelés à être comme des anges. Bref, voici la perception de Nicétas sur la hiérarchie ecclésiastique. Le concept dominant est bien sur la représentation divine sur terre, car c’est en reproduisant l’ordre divin sur terre que l’on peut percevoir la beauté.

## Éditions de textes
- Nicétas Stéthatos, Un grand mystique byzantin : Vie de Syméon le Nouveau Théologien (949-1022), introduction, texte grec et notes par Irénée Hausherr, traduction française en collaboration avec Gabriel Horn, Pontificium Institutum Orientalium Studiorum, Rome, 1928.
- Nicétas Stéthatos, Le paradis spirituel et autres textes annexes, textes grecs, traduction française et commentaire par Marie Chalendard, Éditions du Cerf, Paris, 1944.
- P. K. Christou, S. Sakkou, G. Mandzaridis, Νικήτα Στηθάτου Μυστικά Συγγράμματα, Thessalonique, 1957.
- Nicétas Stéthatos, Opuscules et lettres, introduction, texte critique, traduction française et notes par J. Darrouzès, coll. Sources chrétiennes (n°81), Éditions du Cerf, Paris, 1961 (contient les textes suivants : Traité de l'âme, Contemplation du paradis et lettres annexes, De la hiérarchie, Sur les limites de la vie, Traité contre les Juifs, Exposé de la profession de foi, lettres sur la législation canonique, sur les coutumes studites, sur les cieux nouveaux après la fin du monde).
- Philocalia, PG 120, col. 852-1005.
- Nicétas Stéthatos, Trois centuries, pratique, physique, gnostique, introduction et traduction française par J. Touraille, Abbaye de Bellefontaine, Bégrolles-en-Mauges, 1982.
- C. Will (éd.), Acta et scripta quæ de controversiis Ecclesiæ Græcæ et Latinæ sæculo undecimo composita extant, Leipzig et Marbourg, 1861, p. 127-136.
- A. Michel (éd.), Humbert und Kerullarios, Quellen und Studien zum Schisma des XI. Jahrhunderts, vol. 2, Paderborn 1930, p. 322-342.